# بيرل (فلم)
بيرل (بالإنجليزية: Pearl) هو فيلم تقطيع أمريكي تدور أحداثه قبل أحداث فيلم X. الفيلم من إخراج تي ويست وبطولة ميا جوث وديفيد كورينسويت، صدر الفيلم في الولايات المتحدة في 16 سبتمبر 2022.

## روابط خارجية
- مقالات تستعمل روابط فنية بلا صلة مع ويكي بيانات